# Inferno (Petra Marklund)
Inferno è il quinto album in studio della cantante svedese Petra Marklund, pubblicato nel 2012. 
Si tratta del primo album pubblicato con il nome di nascita per l'artista, conosciuta principalmente come September, dai tempi Teen Queen (1999).

## Tracce
1. Easy Come, Easy Go – 3:57
2. Sanningen – 3:41
3. Nummer – 4:44
4. Förlorad värld – 5:00
5. Kom tillbaks – 3:30
6. Fred – 3:18
7. Aska i vinden – 3:20
8. Vad som helst – 3:21
9. Krig – 3:48
10. Händerna mot himlen – 4:00
11. Svarta moln – 3:38